# Goneplacinae
Goneplacinae is een onderfamilie van kreeftachtigen uit de klasse van de Malacostraca (hogere kreeftachtigen).

## Geslacht
- Pedroplax Ng & Komai, 2011